# After (Ihsahn)
After è il terzo album in studio da solista del musicista norvegese Ihsahn, noto come frontman degli Emperor. Il disco è uscito nel 2010.

## Tracce
1. The Barren Lands – 5:12
2. A Grave Inversed – 4:25
3. After – 4:47
4. Frozen Lakes on Mars – 5:54
5. Undercurrent – 10:00
6. Austere – 6:16
7. Heaven's Black Sea – 6:15
8. On the Shores – 10:12

## Formazione
- Ihsahn – voce, chitarra, tastiera, pianoforte
- Lars K. Norberg – basso
- Asgeir Mickelson – batteria
- Jørgen Munkeby – sassofono